# Marco Wörgötter
Marco Wörgötter (* 16. Oktober 2002 in St. Johann in Tirol) ist ein österreichischer Skispringer. Bei den Olympischen Jugend-Winterspielen 2020 in Lausanne gewann er sowohl im Einzel als auch mit dem Mixed-Team die Goldmedaille.

## Werdegang
Erfolge in der Jugend
Wörgötter, der für den Kitzbüheler SC startet und im Alter von sieben Jahren mit dem Skispringen begann, gab sein internationales Debüt am 19. Juni 2011 beim Auftaktspringen der Kindervierschanzentournee 2011 in Hinzenbach. Sein bestes Resultat in der Gesamtwertung der Tournee erzielte er mit dem siebten Platz 2013 in der Kategorie K11. Seinen ersten Wettkampf im Rahmen der FIS absolvierte er am 4. März 2017 in dem hauptsächlich von der OPA organisierten Alpencup, als er in Hinterzarten Elfter wurde. 2017 gewann Wörgötter zudem auf regionaler Ebene Gold bei den Tiroler Schülermeisterschaften sowie auf nationaler Ebene Gold mit dem Team der Nordischen Kombinierer bei den österreichischen Schülermeisterschaften. Bei den Nordischen Skispielen der OPA 2019 im schweizerischen Kandersteg gewann er sowohl im Einzel der Junioren als auch im Teamspringen die Goldmedaille.
Durchbruch in der Saison 2019/20

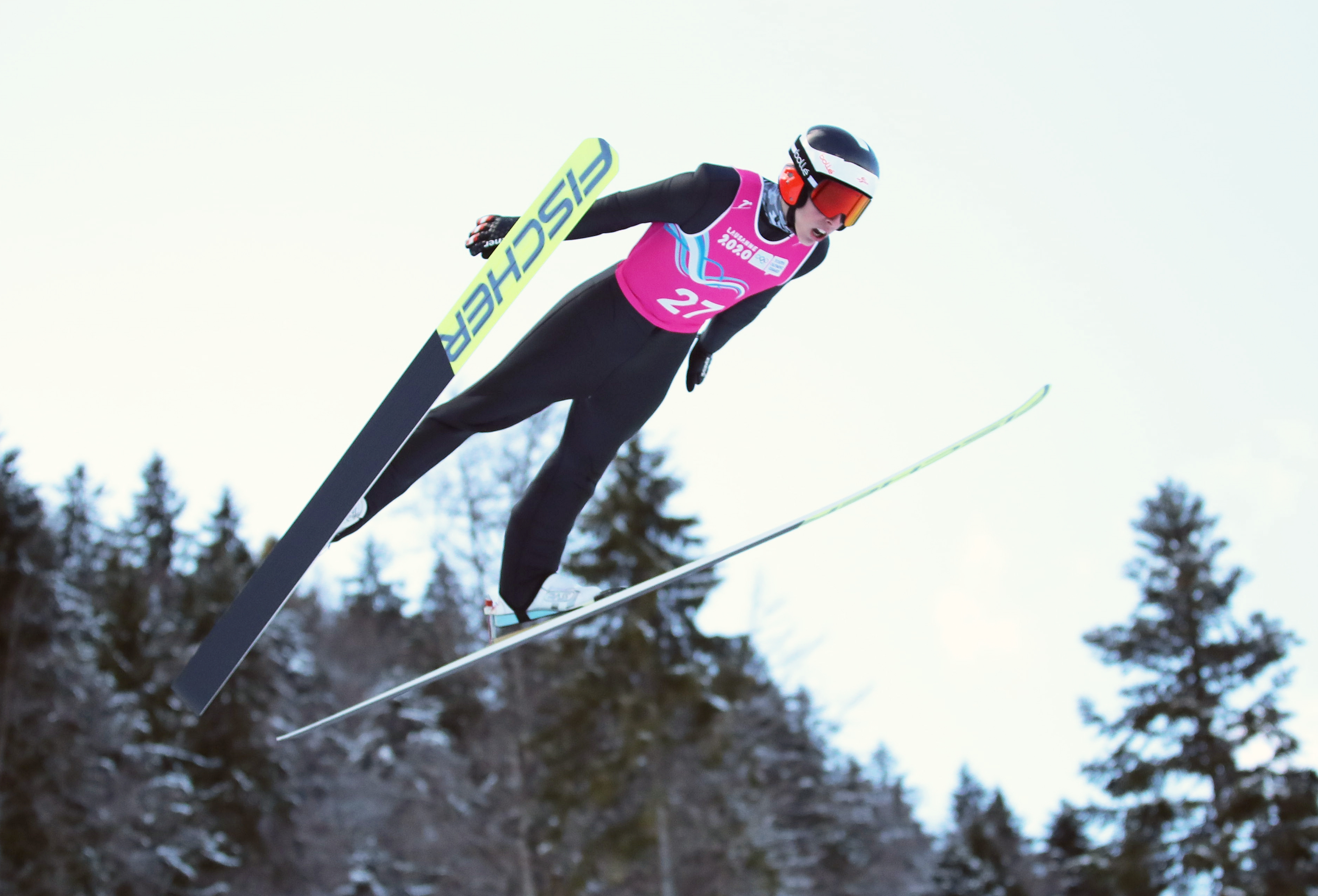
Wörgötter bei den Olympischen Jugend-Winterspielen 2020

Im Sommer 2019 dominierte Wörgötter mit vier Siegen in Folge den Beginn der Alpencup-Saison. Diese Form konnte er auch im Winter mit konstant weiten Sprüngen im FIS Cup und im Alpencup bestätigen. Daraufhin debütierte Wörgötter am 11. Jänner 2020 in Bischofshofen als jüngster Teilnehmer im Continental Cup und erzielte dabei mit Rang 13 direkt ein vorderes Einstandsresultat. Eine Woche später startete er bei den Olympischen Jugend-Winterspielen 2020 in Lausanne, wo er sich mit über zehn Punkten Vorsprung auf den Slowenen Mark Hafnar durchsetzen konnte. Auch beim Mixed-Teamspringen sicherte er sich gemeinsam mit Lisa Hirner, Julia Mühlbacher und Stefan Rettenegger überlegen den ersten Platz. Überraschenderweise wurde er kurze Zeit später für die Weltcup-Springen im japanischen Sapporo nominiert. Bei seinem Debüt von der Ōkurayama-Schanze gelang ihm direkt der Sprung in die Punkteränge. Bei den Nordischen Junioren-Skiweltmeisterschaften 2020 in Oberwiesenthal belegte er den fünften Platz von der Normalschanze und wurde gemeinsam mit Peter Resinger, Josef Ritzer und David Haagen Vize-Juniorenweltmeister mit dem Team. Tags darauf gewann er zusammen mit Lisa Eder, Peter Resinger und Marita Kramer den Mixed-Team-Wettkampf.
Aufgrund der COVID-19-Pandemie fanden im Sommer 2020 kaum internationale Wettbewerbe statt. Wörgötter startete daher erst am Wochenende des 12. und 13. September 2020 bei den Alpencup-Springen in Berchtesgaden in die Saison, wo er als Zweiter und Vierter direkt vordere Platzierungen erreichte. Auch bei den zwei Wochen später stattfindenden österreichischen Meisterschaften erzielte er zunächst als Vierter von der Normalschanze in Eisenerz ein starkes Ergebnis, ehe er tags darauf von der Bischofshofener Großschanze nur den 18. Platz belegte. Seine ersten internationalen Einsätze im Winter bekam Wörgötter am letzten Novemberwochenende bei den Weltcup-Springen in Ruka, wo er sich jedoch für keines der beiden Wettkämpfe qualifizieren konnte. Auch in den folgenden Wochen konnte er zunächst nicht an seine Vorjahresleistungen anknüpfen. Am 24. Jänner sprang er im Rahmen des Alpencups in Oberhof als Dritter erstmals in der Saison aufs Podest. Bei den Nordischen Junioren-Skiweltmeisterschaften 2021 in Lahti war Wörgötter Teil des fünfköpfigen österreichischen Aufgebots, kam allerdings bei den Wettbewerben, zu denen jeweils nur vier Athleten zugelassen waren, nicht zum Einsatz. Am 19. Februar 2021 sprang er beim Weltcup in Râșnov auf den 38. Platz. Mitte März kam er in Prémanon erneut aufs Podest im Alpencup, in dessen Gesamtwertung er schließlich den zweiten Rang einnahm.

## Privates
Wörgötter besuchte die Volksschule Oberndorf in Tirol, ehe er ans Skigymnasium in Saalfelden wechselte.

## Statistik

### Weltcup-Platzierungen
| Saison  | Platz | Punkte |
| ------- | ----- | ------ |
| 2019/20 | 60.   | 009    |

### Grand-Prix-Platzierungen
| Saison | Platz | Punkte |
| ------ | ----- | ------ |
| 2023   | 17.   | 120    |

### Continental-Cup-Platzierungen
| Saison  | Sommer | Sommer | Winter | Winter | Gesamt | Gesamt |
| Saison  | Platz  | Punkte | Platz  | Punkte | Platz  | Punkte |
| ------- | ------ | ------ | ------ | ------ | ------ | ------ |
| 2019/20 | —      | —      | 044.   | 091    | 070.   | 091    |
| 2021/22 | 065.   | 028    | —      | —      | 108.   | 028    |
| 2022/23 | 018.   | 117    | 044.   | 095    | 035.   | 212    |
| 2023/24 | —      | —      | 038.   | 146    | 010.   | 258    |

### Alpencup-Platzierungen
| Saison  | Platz | Punkte |
| ------- | ----- | ------ |
| 2018/19 | 42.   | 026    |
| 2019/20 | 01.   | 545    |
| 2020/21 | 02.   | 413    |